# Мармань (Кот-д’Ор)
Марма́нь (фр. Marmagne) — коммуна во Франции, находится в регионе Бургундия. Департамент коммуны — Кот-д’Ор. Входит в состав кантона Монбар. Округ коммуны — Монбар.
Код INSEE коммуны — 21389.

## Население
Население коммуны на 2010 год составляло 237 человек.
| 1962 | 1968 | 1975 | 1982 | 1990 | 1999 | 2010 |
| ---- | ---- | ---- | ---- | ---- | ---- | ---- |
| 233  | 221  | 212  | 213  | 281  | 296  | 237  |

## Экономика
В 2010 году среди 165 человек трудоспособного возраста (15—64 лет) 129 были экономически активными, 36 — неактивными (показатель активности — 78,2 %, в 1999 году было 74,8 %). Из 129 активных жителей работали 118 человек (62 мужчины и 56 женщин), безработных было 11 (2 мужчин и 9 женщин). Среди 36 неактивных 6 человек были учениками или студентами, 24 — пенсионерами, 6 были неактивными по другим причинам.